# Hanleyidae
Hanleyidae is een familie keverslakken.

## Kenmerken
Ze hebben een uitgerekt-ovale vorm en sommige soorten worden tot 30 mm lang.  Ze hebben een niet ingekerfde insertierand aan de voorste plaat.  De middelste platen hebben geen insertierand, terwijl de achterste plaat er soms wel en soms geen heeft. De apofysen zijn goed ontwikkeld. De zoom vertoont fijne stekels.

## Verspreiding en leefgebied
Ze komen circumpolair voor, met afzonderlijke genera in de noordelijke en zuidelijke koude zeeën.

## Geslachten
- Hanleya Gray, 1857
- Hemiarthrum Carpenter in Dall, 1876
- Weedingia Kaas, 1988